# 羊肉爐不是故意的
《羊肉爐不是故意的》，台灣網路文學作品，作者為LogyDog，本姓龔。

## 故事概要
《羊肉爐不是故意的》是一部笑中帶淚的「住院日誌」，劇情描寫一位交通大學研究生在宿舍吃羊肉爐，不小心被湯汁燙傷陰囊，急急忙忙換上一條內褲，直奔醫院。在醫院裡幾乎被整得死去活來。這本書除了前半部是在網路上發表，後半部只能在書中看到。

## 迴響
- 2004年，博客來年度百大 【生活風格類】暢銷書[3]
- 2004年，金石堂年度TOP 散文類[4]
- 2004年，誠品書店年度暢銷書榜 文學．華文創作
- 2005年，博客來年度百大 網獨戀舊100
- 2005年，金石堂年度TOP 生活．藝術
- 2005年，金石堂年度TOP 散文類